# Disposició de teclat
Una disposició de teclat és qualsevol forma d'arranjament mecànic, visual o funcional de les tecles, etiquetes o significats d'associacions (respectivament) d'un ordinador, una màquina d'escriure o qualsevol altre aparell tipogràfic.

### Teclat estàndard multiidiomes del Canadà

Teclat estàndard multilingüe del Canadà

### Teclat francès del Canadà (Quebec)

Teclat quebequès

### Teclat danès

Teclat danès QWERTY

### Teclat espanyol d'Espanya

Teclat QWERTY de l'Estat espanyol

### Teclat espanyol de l'Amèrica Llatina

Teclat QWERTY d'Hispanoamèrica

### Teclat estonià

Teclat estonià

### Teclat neerlandès

Teclat QWERTY neerlandès

### Teclat feroès

Teclat feroès

### Teclat multiidiomes de Finlàndia

Teclat multilingüe de Finlàndia

### Teclat irlandès

Teclat irlandès de Microsoft Windows

### Teclat islandès

Teclat islandès

### Teclat italià

Teclat italià

### Teclats noruec

Teclat noruec

Teclat noruec amb llengües sami

### Teclat txec

Teclat QWERTY txec

## Teclats QWERTY

### Teclat polonès
El teclat de programadors polonès és un teclat QWERTY idèntic al teclat EUA estàndard. En aquest disseny de lletres poloneses s'accedeix en la mateixa forma que emprant dreceres de teclat, amb tecles de lletres llatines en combinació amb l' Alt de la dreta que actua com AltGr.

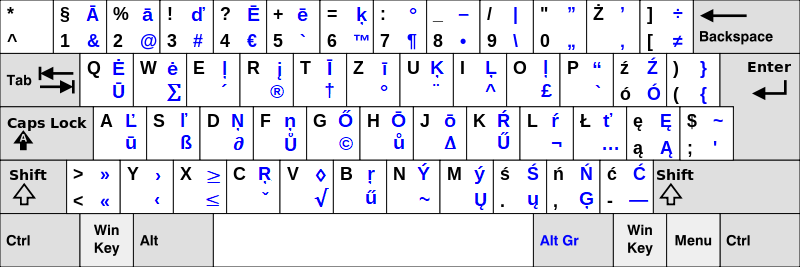
Teclat de Mac polonès

| Caps Lock                                                                   | En combinació amb | Tecleig | Tecleig | Tecleig | Tecleig | Tecleig | Tecleig | Tecleig | Tecleig | Tecleig | Tecleig |
| --------------------------------------------------------------------------- | ----------------- | ------- | ------- | ------- | ------- | ------- | ------- | ------- | ------- | ------- | ------- |
| Caps Lock                                                                   | En combinació amb | A       | C       | E       | L       | N       | O       | S       | Z       | X       | U       |
| Off                                                                         | right Alt         | ą       | ć       | ę       | ł       | ń       | ó       | ś       | ż       | ź       | €       |
| Off                                                                         | Shift & right Alt | Ą       | Ć       | Ę       | Ł       | Ń       | Ó       | Ś       | Ż       | Ź       |         |
| On                                                                          | right Alt         | Ą       | Ć       | Ę       | Ł       | Ń       | Ó       | Ś       | Ż       | Ź       | €       |
| On                                                                          | Shift & right Alt | ą       | ć       | ę       | ł       | ń       | ó       | ś       | ż       | ź       |         |
| Nota: Al teclat de programadors polonès, l'Alt de la dreta actua com AltGr) |                   |         |         |         |         |         |         |         |         |         |         |

### Teclat portuguès de Portugal

Teclat portuguès de Portugal

### Teclat portuguès del Brasil

Teclat portuguès del Brasil

### Teclat a Romania i Moldàvia

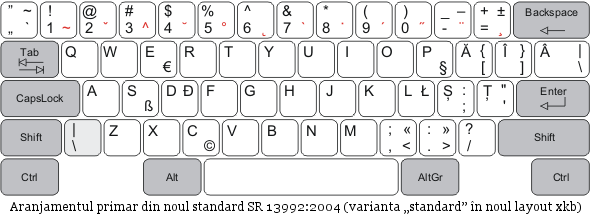
Teclat romanès

### Teclat suec

Teclat suec

### Teclat del Regne Unit

Teclat del Regne Unit

### Teclat dels Estats Units

Teclat nord-americà dels Estats Units

### Teclat internacional dels Estats Units

Teclat internacional dels Estats Units

### Teclat QWERTZ albanès

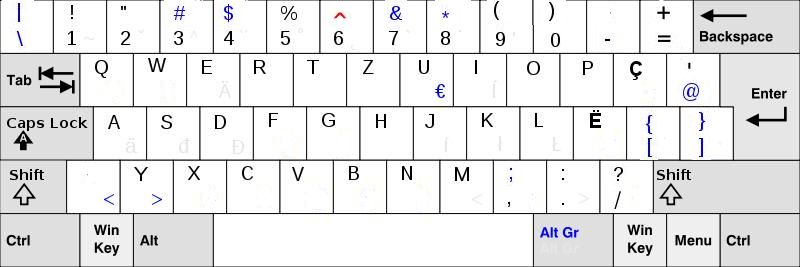
Teclat QWERTZ albanès

### Teclat QWERTZ txec

Teclat QWERTZ txec

### Teclat QWERTZ hongarès

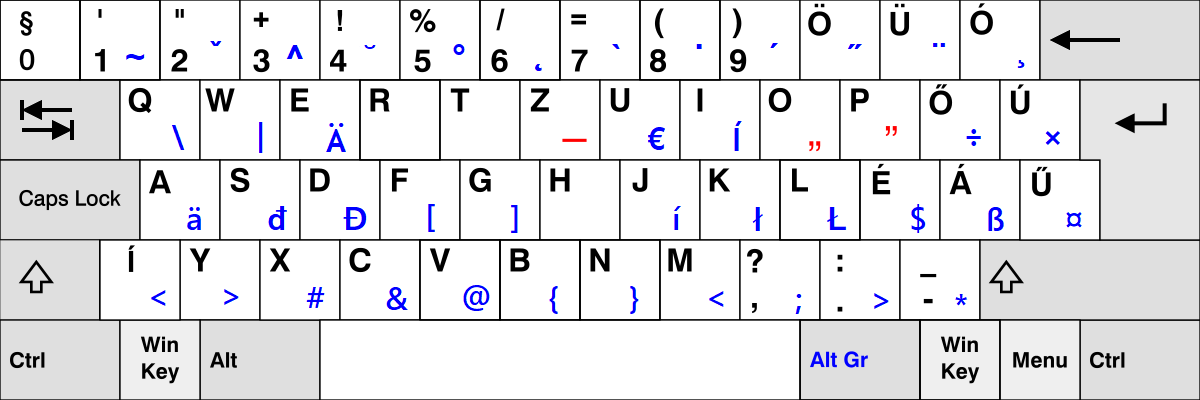
Teclat QWERTZ hongarès

### Teclat QWERTZ alemany a Alemanya i Àustria, però no a Suïssa)

Teclat QWERTZ alemany

### Teclat QWERTZ eslovac

Teclat QWERTZ eslovac

### Teclat QWERTZ bosnià, croat, serbi (llatí) i eslovè

Bosnià, croat, serbi (llatí) i eslovè

### Teclat QWERTZ serbi (ciríl·lic)

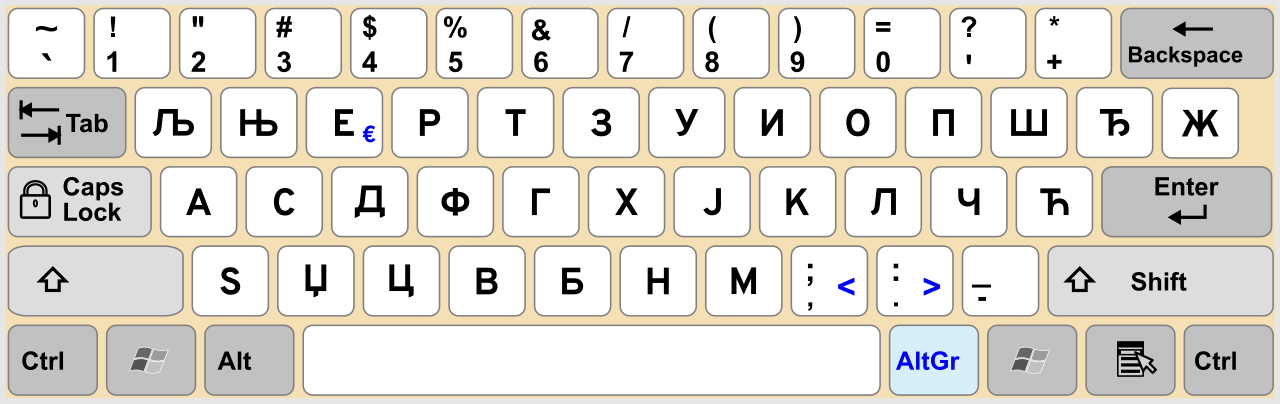
Teclat serbi (ciríl·lic)

### Teclat QWERTZ suís (alemany, francès i italià), liechtensteinià i luxemburguès

Teclat QWERTZ suís

### Teclat AZERTY francès

Teclat AZERTY francès

### Teclat AZERTY belga

Teclat AZERTY belga